# 加罗语
加罗语，又稱嘎若語，是一种在印度梅加拉亚邦加罗丘陵地区、阿萨姆邦的一部分和特里普拉邦的分散区域使用的汉藏语系语言。也在邻接的孟加拉有零星分布。据2001年人口普查，印度有约88.9万名加罗语使用者；在孟加拉另有13万人。

## 地理分布
民族语列举了下列加罗语分布地区。
- 梅加拉亚邦加罗丘陵

- 阿萨姆邦西部戈瓦尔巴拉县、坎如普县、西布萨加尔、卡比昂隆县

- 那加兰邦科希马县

- 南特里普拉县乌代普尔县
- 北特里普拉县卡马尔普尔县和开拉萨哈尔县

- 西特里普拉县萨达尔县
- 孟加拉西部杰尔拜古里县和科奇比哈尔县

## 语言系属
加罗语属于汉藏语系藏缅语族博多–加罗语群。这个语群是汉藏语系被承认得最久、内部关系最明晰的语群之一。这些语言有许多共性，甚至可以从这些语言的基础词表中轻易发现其亲缘关系。

## 正字法和标准化
直到19世纪末，美国浸礼会传教士书面上用孟加拉字母将加罗语以东北方言为标准记作A·we。选择这个方言为标准的原因是加罗丘陵东北地区受过教育的加罗族人数很多，是加罗族最早能接受教育的地区。随时间流逝，这种方言便成了有文化的象征。随着受教育的东北人迁徙至加罗丘陵中西部实际上使用Am·beng方言的政治中心所在地杜拉，在英国政府在1873年彻底统治了加罗丘陵后，东北人的方言逐渐有了优势。杜拉也成为了加罗丘陵的教育中心，渐渐形成了事实上的基于东北方言（A·we）的标准加罗语，并随后在学校、交际中广泛流传开来。美国传教士在1902年创造了一套基于拉丁字母的文字，但基本的拉丁字母到1924年才完全取代孟加拉字母。
今日基于拉丁字母的加罗语字母有20个字母和1个分隔符“·”，称作“raka”，用以表示声门塞音。字母“f”、“q”、“v”、“x”、“y”和“z”只出现在借词中。
在孟加拉，一种孟加拉字母的变体仍与其拉丁转写并行。孟加拉语和阿萨姆语截止到1924年一直都是教育机构的标准用语，因此许多孟加拉语、阿萨姆语词汇被借入加罗语，在现代加罗语的演化中有着重大影响。最近通过媒体和英语学校进入加罗语日常对话的英语词激增。信德语词汇也在语言中有缓慢而持续的影响。
加罗语也有一套A-chik Tokbirim字母，这种字母由Arun Ritchil Marak在1979年发明。这套字母系统中每个字母的发音取自自然单词。在孟加拉国西北巴巴尼布尔一些村庄的某些区域使用，也被称为A-chik Garo Tokbirim。

## 方言
此处“方言”指“非官方、不标准的口语变体”。Marak（2013:134–135）给出了下列加罗语方言及其地理分布。
- Atong分布在加罗丘陵东南的Simsang河谷。大部分使用者集中在Rongsu、Siju、Rongru A·sim、Badri、Chitmang等村。
- Ruga分布在加罗丘陵中南部的Bugai河谷中的一小片地区。和Atong类似，Ruga与Koch和Rabha语关系很近，比起其他加罗语方言和Atong更像，但A·we和A·beng的扩张在Rugas中比Atongs中更快。
- Chibok分布在Bugai河上游河岸。
- Me·gam大致分布在加罗丘陵和卡西丘陵的交界处。
- A·beng分布在从Bugai河西岸、Ranggira高原到西部和北部的山谷的大片地区。在国境线对面的孟加拉、阿萨姆邦南北两岸也有分布。
- A·we分布在布拉马普特拉河谷的狭长地带，大致从Agia、Goalpara到Doranggre、Amjonga到坎如普县边境。
- Matabeng方言位于Arbella高原。
- Gara Ganching分布在加罗丘陵南部。使用者生活在Dareng和Rompa河谷。
- Dual分布在Sibbari、Kapasipara村inDareng河谷。这些村庄坐落于加罗丘陵南部。部分使用者也住在加罗丘陵西麓的Balachanda和Chandakona等村。

- Matchi-Dual分布在Williamnagar地区的Simsang谷。这种方言是Matchi和Dual两种方言的混合。
- 坎如普分布在坎如普县Gohalkona、Hahim、Santipur和Ukiam等几个村。

这些方言间通常可以互通，但不懂当地方言的外地人还是会听不懂部分特定词汇和独特表达。除A·we和Am·beng外的加罗语方言研究被严重忽略；且许多方言正被标准语、A·we或Am·beng同化。尽管事实上的书面和口语规范来自A·we，它们实际上仍是不一样的；两者在声调和用词上差异显著。它会为区分标准语（主要在杜拉使用）和传统A·we话（仍在加罗丘陵东北部有使用）而进行标准化。Atong、Ruga和Me·gam传统上被认为是加罗语方言。Atong和Ruga方言的使用者显然是加罗族；但他们的语言不能和其他加罗语方言互通，因此从语言上和加罗语应当区分开。Me∙gam（卡西族称作Lyngam/Lyngngam）是与卡西语关系紧密的南亚语，他们在文化上和加罗族有许多共同点，加罗族会将他们自己的语言误会成他们自己语言的方言。

## 现状
加罗语是梅加拉亚邦5个加罗丘陵县的官方语言。
加罗语也在加罗丘陵的公立小学教授。即使是在英语是理所当然的教学语言的某些中学，加罗语也可以和英语并行–有时甚至胜于并行–使得整个系统是双语。在以英语为主要教学语言的学校，加罗语属于现代印度语言（M.I.L.）课的一部分。
1996年，东北丘陵大学杜拉校区落成时就设立了加罗语系。
加罗语正经历着书面文学的巨大增长。如词典、语法书、课本、转译材料、加罗语圣经、报纸和杂志等的学习材料的生产有增长。但针对语言本身的研究却放缓了。

## 语法

### 名词
加罗语是主宾谓语序语言，这意味着动词一般放在句子最后。任何名词都在动词前。

#### 格
加罗语所有名词都可以有格的变化。名词的词形变化可以由后缀实现：
| 格     | 加罗语后缀                                                                   | 以粗体给出的例子                   | 翻译             |
| ------ | ---------------------------------------------------------------------------- | ---------------------------------- | ---------------- |
| 主格   | —                                                                            | Ia bol dal·gipa ong·a.             | 这棵树很大。     |
| 宾格   | -ko                                                                          | Anga bolko nika.                   | 我看树。         |
| 属格   | -ni                                                                          | Bolni bijakrang ga·akenga.         | 树叶正在掉。     |
| 与格   | -na                                                                          | Anga bolna aganaha.                | 我和树说话。     |
| 方位格 | -o/-chi （-chi只用于提指空间：bolchi“在树上”是合法的，但walchi“在晚上”则不） | Bolo/Bolchi makre mangbonga ong·a. | 树上有5只猴子。  |
| 工具格 | -chi                                                                         | Anga ruachi bolko din·aha.         | 我用斧头砍倒树。 |
| 共格   | -ming                                                                        | Anga bolming tangaha.              | 我和树一起生活。 |

一些名词会自然地在结尾添加一个元音。名词变形为非主格形式时，这个元音应被移除，如Do·o“鸟”的属格是Do·ni。
另外，格缀也可以互相结合。-o和-na结合成-ona，意为“从……到”（系格）。-o和-ni结合成-oni，意为“从……来”（离格）。例句：“Anga Turaoni Shillongona re·angaha”，意为“我从图拉到西隆”。

#### 代词
加罗语有单数和复数的第一、第二和第三人称代词，这很像英语。加罗语的第一人称代词有包含式，即两个不相同的第一人称复数代词“包含我的我们”和“不包含我的我们”。但加罗语没有性，且只有一个第三人称代词。下表列出了每个代词的主格形式（代词充当主语时）。
| 人称 | 单数 | 复数                   |
| ---- | ---- | ---------------------- |
| 1    | Anga | 包括Chinga 除了Anching |
| 2    | Na·a | Na·simang              |
| 3    | Bia  | Bisimang               |

注意在书面加罗语中“Bia”常以“Ua”代替，字面上等同于“那个”。“Bisimang”也以同样的方式被转换成“Uamang”。
在A·beng方言中，“An·ching”是“Na·ching”，且“Na·simang”和“Bisimang”分别是“Na·song”和“Bisong”。
代词也可变作其他名词。其中一个是“Na·a”，变形后名词词根变成“Nang·”。“你的”译成加罗语会是“Nang·ni”。

### 动词
加罗语动词只以动作的时态决定其词形变化。有三种主要的词形变化：
| 时   | 加罗语后缀 | Cha·a方言例句 | 句意         |
| ---- | ---------- | ------------- | ------------ |
| 过去 | -aha       | Mi cha·aha.   | [我]吃了饭。 |
| 现在 | -a         | Mi cha·a      | [我]吃饭。   |
| 将来 | -gen       | Mi cha·gen.   | [我]要吃饭。 |

可以加到加罗语动词的后缀包括：
- 祈使语气 - 祈使句以-bo后缀实现。

"On·a" （给） → "Ang·na iako on·bo" （给我这个）
- 一般疑问句 - 后缀-ma会使其变成疑问词。

"Nik·a" （看） → "Uako nik·ama?" （你看见了吗？）
- 不定词 - 后缀-na可使动词变成不定式。

"Ring·a" （唱） → "Anga Ring·na namnika" （我喜欢唱歌）
- 否定词 - 为否定动词会加-ja。注意否定一个动词的未来时会使词缀变成-jawa，如"Anga nikgen" （我会看） → "Anga nikjawa" （我不会看）

"Namnika" （喜欢） → "Namnikja" （讨厌）
- 进行体 - 进行体可由-eng表示。

"Anga kal'a" （我玩） → "Anga kal'enga" （我在玩）
- 形容词 - 加罗语没有真正的形容词。起限定名词用的是名词化的动词。动词名词化通过后缀-gipa实现。

"Dal·a" （变大） → "Dal·gipa" （大东西） → "Dal·gipa ro·ong" （大石头）

## 音系

### 辅音
|      |      | 唇音     | 齿音     | 齿龈音 | 硬颚音 | 软腭音   | 声门音 |
| ---- | ---- | -------- | -------- | ------ | ------ | -------- | ------ |
| 塞音 | 清   | p （pʰ） | t̪ （t̪ʰ） |        | t͡ɕ     | k （kʰ） | ʔ      |
| 塞音 | 浊   | b        | d̪        |        | d͡ʑ     | ɡ        |        |
| 鼻音 | 鼻音 | m        |          | n      |        | ŋ        |        |
| 擦音 | 擦音 |          |          | s      |        |          | h      |
| 闪音 | 闪音 |          |          | ɾ      |        |          |        |
| 边音 | 边音 |          |          | l      |        |          |        |
| 近音 | 近音 | w        |          |        | j      |          |        |

- 清塞音/p t̪ k/在词首是送气的[pʰ t̪ʰ kʰ]。在韵尾是不除阻的[p̚ t̚ k̚]。
- /s/在前元音前可实现为龈腭音[ɕ]。
- /ɾ/在复辅音中可实现为颤音[r]。[7]
- /j/只出现在双元音中，如⟨ai⟩、⟨oi⟩、⟨ui⟩。⟨j⟩这个字素已经被用来拼写/d͡ʑ/。
- /ʔ/以高句点⟨·⟩或撇号⟨ʼ⟩。

### 元音
|        | 前元音 | 央元音 | 后元音 |
| ------ | ------ | ------ | ------ |
| 闭元音 | i      |        | ɯ / u  |
| 中元音 | e      |        | o      |
| 开元音 |        | a      |        |

字素⟨i⟩同时表示/i/和/ɯ/。形如⟨-i-⟩的不以/ʔ/结尾的入音节读作[ɯ]，其余时候是[i]。
博多–加罗语群的其他所有语言都有高音和低音，這兩個声调。Wood认为加罗语看上去将声调系统的对立作用以以音节结尾是否有声门塞音替代，有声门塞音的音节对应低调。这可能来自低调嘎裂的演化。

## 外部連結
- Burling, Robbins. 2003. The Language of the Modhupur Mandi, Volume 1. Ann Arbor, MI: Michigan Publishing, University of Michigan Library （页面存档备份，存于）
- Ager, Simon. "Garo". Omniglot, 1998–2015 （页面存档备份，存于）
- SIL International. "Garo". Ethnologue, 2014 （页面存档备份，存于）
- Burling, Robbins and Joseph, U.V. 2006. A Comparative Phonology of Boro Garo Languages. Mysore: Central Institute of Indian Languages.
- Breugel, Seino van. 2009. Atong-English Dictionary. Tura: Tura Book Room.
- Breugel, Seino van. 2014. A grammar of Atong. Leiden, Boston: Brill.